# Lieve van Kessel
Lieve van Kessel (* 15. September 1977 in Amsterdam) ist eine ehemalige niederländische Hockeyspielerin. Sie gewann mit der niederländischen Nationalmannschaft 2004 die olympische Silbermedaille. 2003 war sie Europameisterin und 2002 Weltmeisterschaftszweite.

## Sportliche Karriere
Lieve van Kessel bestritt insgesamt 68 Länderspiele, in denen sie 7 Tore erzielte.
Die Stürmerin debütierte Ende 2001 in der Nationalmannschaft. 2002 bei der Weltmeisterschaft in Perth gewannen die Niederländerinnen die Vorrundengruppe vor den Australierinnen. Im Halbfinale siegten sie mit 1:0 gegen die Chinesinnen. Das Finale gewann die argentinische Mannschaft im Siebenmeterschießen. Die Europameisterschaft 2003 in Madrid war die sechste Europameisterschaft für Damen, die Niederländerinnen gewannen den fünften Titel. Nach einem 5:1-Halbfinalsieg über die deutsche Mannschaft bezwangen sie die Spanierinnen im Finale mit 5:0. Bei den Olympischen Spielen 2004 in Athen gewannen die Niederländerinnen ihre Vorrundengruppe, wobei sie die zweitplatzierten Deutschen mit 4:1 besiegten. Im Halbfinale bezwangen die Niederländerinnen die argentinischen Weltmeisterinnen nach Siebenmeterschießen. Im Finale trafen die Niederländerinnen wieder auf die deutsche Mannschaft und unterlagen 1:2. Für Lieve van Kessel war das Olympiafinale das letzte Länderspiel.
Lieve van Kessel war mit dem HC ’s-Hertogenbosch von 2000 bis 2004 niederländischer Meister und gewann auch jeweils den EuroHockey Champions Cup.